# Henry Grey, I duca di Kent
Henry Grey, I duca di Kent (Kent, 28 settembre 1671 – Londra, 5 giugno 1740), è stato un nobile e politico inglese.

## Biografia
Era figlio di Anthony Grey, XI conte di Kent e di Mary Grey, I baronessa Lucas di Crudwell. Successe al padre come conte di Kent nel 1702 e nello stesso anno ereditò anche il titolo della madre divenendo secondo barone Lucas. Attraverso sua figlia Anne, era il nonno di Henry Cavendish, chimico e fisico inglese del tardo XVIII secolo.

### Carriera politica
Avendo preso posto nella Camera dei lord e sebbene considerato privo di talento e ambizione, venne nominato Lord ciambellano e consigliere privato del re nel 1704.
Nel 1710 riuscì ad elevare il proprio titolo nobiliare a duca di Kent barattando quello di Lord ciambellano con Charles Talbot, I duca di Shrewsbury.
Dopo il 1710 ricoprì incarichi minori: Lord of the Bedchamber, connestabile del castello di Windsor, Lord Steward of the Household (1716-1718) e Lord del sigillo privato (1719-1720). Fu inoltre uno dei Lords Justices nominati durante l'assenza di Giorgio I di Gran Bretagna.
Nel 1719 fu uno dei principali sostenitori della Royal Academy of Music, un'associazione che produceva opera barocca.
All'età di 68 anni, un anno prima di morire, prese parte, come fondatore, alla creazione della prima casa in Gran Bretagna per bambini abbandonati, la Foundling Hospital.

### Titoli nobiliari
Oltre ad ereditare il titolo del padre nel 1702 e quello della madre, Grey venne creato Marchese di Kent, conte di Harold e visconte di Goderich nel 1706, duca di Kent nel 1710 e cavaliere dell'ordine della giarrettiera nel 1712.
Dopo che suo figlio George morì nel 1733, Grey fu creato Marchese Grey nel 1740, titolo che trasmise alla nipote Lady Jemima Campbell e ai suoi discendenti maschi. A Jemina spettò anche il titolo di baronessa Lucas. Tutti gli altri titoli si estinsero con la morte di Henry Grey.

## Matrimoni

### Primo Matrimonio
Sposò, il 16 aprile 1695, Jemima Crew (1675-2 luglio 1728), figlia di Thomas Crew, II barone Crew e della seconda moglie Anne Armine, figlia di Sir William Airmine. La coppia ebbe sei figli:
- Anthony Grey, conte di Harold (21 febbraio 1696–21 luglio 1723), che sposò Mary Tufton, non ebbero figli;
- Henry Grey (1697-1717);
- Amabel Grey (1698-2 marzo 1726), sposò John Campbell, III conte di Breadalbane e Holland, ebbero due figli;
- Jemima Grey (1699-7 luglio 1731), sposò John Ashburnham, I conte di Ashburnham, ebbero un figlio;
- Anne Grey (?-20 settembre 1733), sposò Lord Charles Cavendish, ebbero due figli;
- Mary Grey (1719-1 gennaio 1761), sposò David Gregory, ebbero due figli.

### Secondo Matrimonio
Sposò, il 24 marzo 1729, Sophia Bentinck (1701-5 giugno 1741), figlia di William Bentinck, I conte di Portland. Ebbero due figli:
- George Grey, conte di Harold (1732-1733);
- Anne Sophia Grey (?-24 marzo 1780), sposò John Egerton, vescovo di Durham, ebbero tre figli.